# Baudouin IV de Flandre
Pour les articles homonymes, voir Baudouin IV.
Baudouin IV de Flandre, dit Baudouin le Barbu ou Baudouin Belle-Barbe (né en 980, mort le 30 mai 1035) est comte de Flandre de 987 à 1035. Il est le fils du comte Arnoul II et de Rozala de Toscane.
Son surnom est dû à sa brune et large barbe, merveilleusement belle et bien séante.

## Détail de sa vie
Baudouin IV est encore mineur à la mort de son père. Sa grand-mère Mathilde de Saxe assure la régence. Le châtelain de Gand, Gilbod, en profite pour se proclamer comte indépendant. La révolte sera matée une fois le comte de Flandre majeur.
Baudouin se préoccupa particulièrement de l'est et du nord de son comté, laissant la partie méridionale dans les mains de ses vassaux, les comtes de Guines, de Hesdin, et de Saint-Pol.
Aux environs de l’an 1000, l’empereur Otton avait créé une marche militaire à Anvers pour contrer les expéditions militaires flamandes dirigées vers l’Est. Le souverain germanique Henri II entre en lutte vers 1006/1007 contre Baudouin IV, qui prend parti pour les comtes de Louvain et de Namur, lesquels refusent la suzeraineté, imposée par Henri II, du duc de Basse Lotharingie Godefroid Ier d’Ardenne. Baudouin s’empare de Valenciennes, et s’y maintient malgré un siège soutenu par Henri II et ses alliés, le roi de France Robert II et le duc de Normandie Richard II. La venue de l'hiver les oblige à lever le siège.
Changeant d’objectif, Henri II se saisit au printemps suivant de Gand et s’empare d’un important butin, tant matériel qu’humain. Baudouin est obligé de rendre Valenciennes et de se soumettre à Aix-la-Chapelle, ce qu’accepte d’autant plus aisément Henri II que le pouvoir du comte de Flandre est un sérieux contrepoids face aux comtes de Namur et de Louvain. Vers 1012-1015, le souverain germanique lui remet même en fief Valenciennes et plusieurs îles de Zélande (Walcheren, Borssele, Noord-Beveland et Zuid-Beveland, Wolphaartsdijk).
Après avoir fait épouser Adèle de France, fille du roi Robert II, à son fils le futur Baudouin V, il doit essuyer une révolte de ce dernier, qui s’est mis à la tête de barons mécontents. Baudouin IV est même chassé de son comté et doit se réfugier en Normandie. Avec le puissant appui de son protecteur, le duc Robert, il récupère néanmoins très rapidement ses possessions et en matant la rébellion et en soumettant son fils à Audenarde, 12 septembre 1028.
Sous son gouvernement, Dunkerque est fondée. Bruges reçoit les premières libertés communales de Flandre et des murailles commencent à ceindre la ville de Lille. Baudouin IV a dû faire face au danger d’émiettement féodal, qui avait frappé à un niveau de maillage plus lâche tout l’empire carolingien au siècle précédent. Il a affirmé son autorité dans ses états de deux façons : 
- d’une manière très ferme sur sa région de base, c’est-à-dire les pays de Gand, de Bruges, de Lille et de St-Omer ;
- d’une façon plus discrète sur le reste du territoire. On note ainsi l’émergence de plusieurs familles nobles (Aubigny, Béthune, Faucquembergue, Houdain, Lens, Lillers, Pas, Phalempin, Wavrin). Vers 993-994, Baudouin IV a en effet institué les “comitati” ("comtés"), à l’origine quatre circonscriptions administratives, qui, en se fractionnant donneront naissance au onzième siècle aux châtellenies, dont les familles mentionnées ont la responsabilité, sans être seigneurs de la terre. C'est un moyen pour le comte de garder la mainmise sur l’ensemble de son territoire, sans devoir agir directement sur chacun de ses éléments.

Il impose également la Trêve de Dieu dans les diocèses d'Arras et de Tournai. Baudouin IV est le véritable fondateur de la puissance flamande dans ses limites historiques.

## Mariage et enfants
Vers 1012, il épouse en premières noces Ogive de Luxembourg (v. 990 † 1030), fille de Frédéric de Luxembourg, comte en Moselgau, et a deux enfants :
- Baudouin V (1012 † 1067), comte de Flandre ;
- Ermengarde, mariée à Adalbert († 1032), comte de Gand ;
- Une fille, mariée avec Wulfart Ghistelles[5].

Veuf, il se remarie en avril 1031 avec Éléonore de Normandie (v. 1010 † v. 1071), fille de Richard II, duc de Normandie, et de Judith de Bretagne. Ils ont :
- Judith de Flandre (entre 1031 et 1035 † 1094), mariée en 1058 à Tostig Godwinson († 1066), comte de Northumbrie, puis vers 1071 Welf IV († 1101), duc de Bavière ;
- Une fille, mariée avec Régnier de Louvain, châtelain à Ename en 1033/1034, fils du comte Lambert Ier de Louvain.